# Ciudad del Niño Presidente Juan Antonio Ríos M.

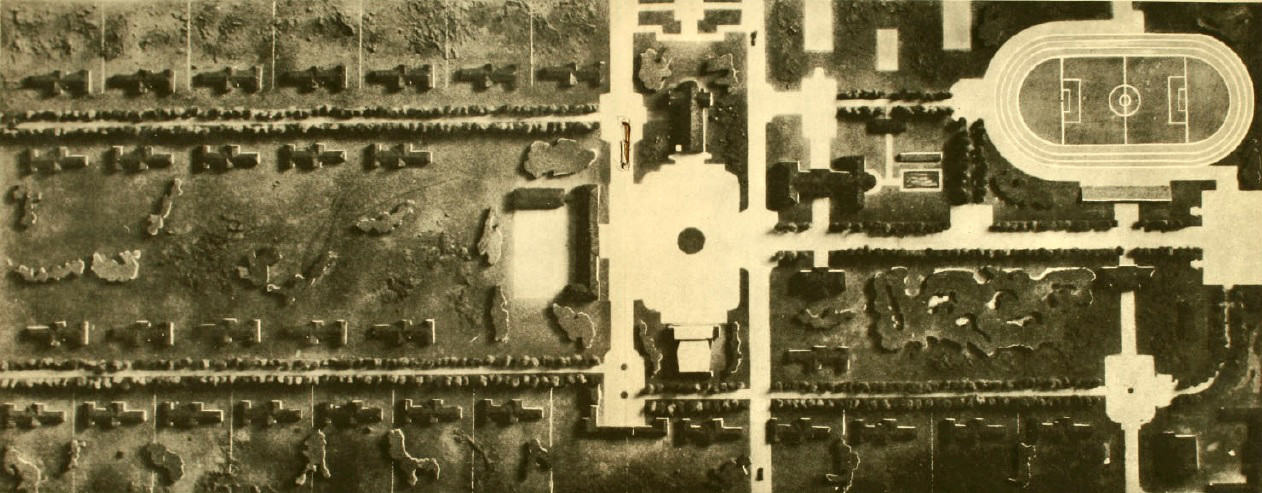
Vista aérea de la Ciudad del Niño en 1943.

La Ciudad del Niño «Presidente Juan Antonio Ríos», conocida como Ciudad del Niño «Presidente Ríos» o solo como Ciudad del Niño, fue un gran centro de acogida para niños y adolescentes en situación irregular o con dificultades dentro de sus familias creado en 1943. Estaba a cargo de la Fundación Consejo de Defensa del Niño (CODENI) y ubicado en la comuna de San Miguel, en Santiago, la capital de Chile.

## Origen

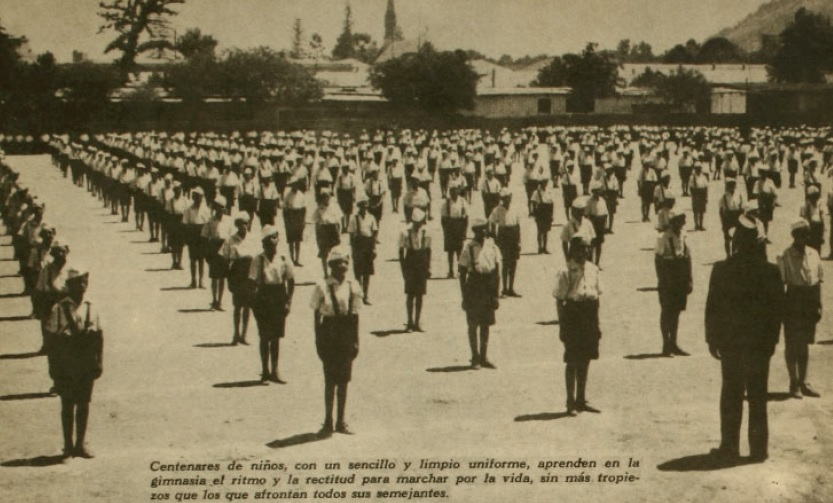
Niños en presentación de gimnasia por la inauguración de "Ciudad del Niño Presidente Ríos", 1943.

El plan fue crear un gran establecimiento dotado de plazas, calles, jardines, una casa de administración, escuelas, iglesia, teatro, club, casas para los niños y canchas de juego, entre otros. El proyecto fue aprobado por el entonces presidente de la República de Chile, Juan Antonio Ríos, y los ministros de Hacienda y Justicia. Así, el 23 de diciembre de 1943, se inauguró la Ciudad del Niño «Presidente Juan Antonio Ríos», bautizada en su honor no solo por el hecho de ser el mandatario, sino por prestar un entusiasta apoyo en la obra. A su vez, la primera dama, Marta Ide Pereira, tuvo un relevante rol como patrocinadora.
Fue la mayor residencia de la Fundación, con una población inicial de 600 niños. Posteriormente, hubo una época en que llegó a contar con 1100 niños y adolescentes internos. 
Dentro del periodo de más auge, también contó hasta con un canal de televisión propio Canal 3 - Ciudad del Niño, dependiente del departamento de psicología de la institución. En él, se desarrollaron programas propios, iniciando a manera de anécdota, programas de conocimientos que años más tarde, la televisión abierta tomaría como ejemplo, para mostrar sus grandes caballos de batalla como Quién quiere ser millonario, entre otros. Dentro de las actividades del canal de TV, se destacaron los cargos de iluminación, camarógrafo, edición, dirección y producción, y conducción.
La Ciudad del Niño también recibió a muchos hijos de madres y padres que no podían mantenerlos por problemas económicos, pero que no necesariamente estuvieran en situación de abandono.

## El término de la Ciudad del Niño
A fines de 1989, la Asamblea General de las Naciones Unidas adopta la Convención sobre los Derechos del Niño (CDN). En Chile es ratificada y promulgada como Ley de la República en 1990. Esto produce un replanteamiento de las políticas de la infancia. 
En el país se desarrolla toda una reforma legal e institucional de perfeccionamiento en los mecanismos de promoción y protección de los derechos de los niños y adolescentes.
En 2000, la Fundación Consejo de Defensa del Niño (CODENI), encargada de la Ciudad del Niño, aprueba la iniciativa de readecuar las políticas de atención, según los principios que inspiraron estas reformas legales del sistema de protección de la infancia y adolescencia. 
Una de las repercusiones de esto es la desaparición de la Ciudad del Niño Presidente Ríos, ya que se priorizó la reinserción familiar de los niños que en esos momentos se encontraban internos, ya sea a su familia de origen, de acogida, adoptiva o extendida, según fuera el caso. 
El bullado cierre se concretó en 2003, poniendo término a 60 años (1943-2003) como centro de acogida a niños con riesgo social y vulnerabilidad extrema.
En cuanto a los hogares de acogida, estos cambiaron tanto programática como físicamente, ya que se vio la necesidad de crear un ambiente más familiar para los niños que siguieran con la necesidad de internación. 
En general, las residencias actualmente acogen a un máximo de 30 niños o niñas según el caso.

## Proyecto inmobiliario
En los terrenos de la Ciudad del Niño se proyectó la construcción de 23 torres de departamentos de más de 5 mil departamentos, pero la Municipalidad de San Miguel solicitó la invalidación los permisos de construcción, y finalmente el terreno fue adquirido por el Fisco para la construcción de unas 2 mil viviendas sociales.